# 長谷部健
長谷部 健（はせべ けん、1972年（昭和47年）3月28日 - ）は、日本の政治家。東京都渋谷区長（3期）。元博報堂社員、渋谷区議会議員（3期）。
妻は元テレビ朝日アナウンサーの佐分千恵。

## 来歴
東京都渋谷区神宮前生まれ。原宿おひさまの会、渋谷区立神宮前小学校、渋谷区立原宿中学校（現・渋谷区立原宿外苑中学校）、佼成学園高等学校、専修大学商学部卒業 。
大学卒業後、博報堂に入社した。在社時の上司には、クリエイターの箭内道彦、渋谷区区長後に副区長に任命する澤田伸などがいた。
「区議会議員よりも博報堂の名刺を持っていた方が、合コンではモテる」という思いも過ったものの、2002年に博報堂を退社。  
区議会議員選挙までの準備期間に、表参道のゴミ拾いに参加したことをきっかけに、2003年1月にゴミ清掃活動等を行う特定非営利活動法人グリーンバードを設立し、理事長に就任。

### 政界進出以後
同2003年4月、渋谷区議会議員選挙（第15回統一地方選挙）に無所属で出馬し、初当選した。以後、2015年まで3期12年間、渋谷区議を務めた。区議在任中は会派「無所属クラブ」に所属し、渋谷区男女平等及び多様性を尊重する社会を推進する条例（渋谷区パートナーシップ条例）の提案等を行った。

前区長の桑原敏武から後継指名を受けて、2015年渋谷区議を辞職し、渋谷区長選挙（第18回統一地方選挙）への出馬を表明した。引退を表明した桑原敏武区長の推薦を受ける以外は、既存政党の推薦や支持を受けずに無所属で立候補し、民主・維新・社民・生活4党の推薦及び日本共産党の支援を受けた元東京都議会議員の矢部一や、東京都議会議員を辞職して出馬した自民・公明両党の推薦を受ける村上英子らを破り、当選した。同年4月から渋谷区長へ就任。
2015年10月から副区長に博報堂時代の上司である澤田伸を任命した。
2019年に2選。
2020年6月、第39回ベスト・ファーザー イエローリボン賞 政治・経済部門 並びに第12回ベスト・ネクタイスト に選出。
2023年1月4日、同年4月23日に行われる渋谷区長選挙に3選に向けて出馬することを表明した。投開票の結果、新人3人を破り3選。

## 政策・主張・不祥事
2012年に同性パートナーシップ条例の元となるアイデアを区議会に提案。2015年3月1日、「渋谷区男女平等及び多様性を尊重する社会を推進する条例」案を区議会に提出。同年3月31日、同案は賛成多数で可決された。日本初の同性パートナーシップ条例として注目された。
2015年、渋谷区長就任の挨拶で「多様性を尊重し認め合うダイバーシティがキーワードです」と述べ、就任後に渋谷区基本構想等審議会を設置した。2016年11月、従来の基本構想『創意あふれる生活文化都市 渋谷-自然と文化とやすらぎのまち-』から『ちがいを ちからに 変える街。渋谷区』へ改定、渋谷区長として『成熟した国際都市』の実現を推進する。
2017年2月に師岡康子・香山リカ・五野井郁夫と講演を開き、渋谷区では男女や性的少数者などや在日韓国・朝鮮人などの民族少数者などを尊重する社会を実現するための条例を制定して、渋谷区で多文化共生を推進することを表明した。
地域の商業動向に寛容な政策を取り、ハロウィンや年越しカウントダウンやFIFAワールドカップなどのイベント期間中には、国内外から来街者が渋谷駅周辺に集結し、年々規模が拡大していった。 しかし、イベント中の治安や騒音などの諸問題が悪化した2018年（平成30年）10月31日のハロウィンでは、渋谷区長として店舗等にアルコール瓶の販売自粛を要請し、来街者に節度を守るように呼びかけも行っている。
2015年10月から副区長に博報堂時代の上司である澤田伸を任命した。しかし、副区長は「国民民主の○ブタ」「早めに封じておかないとね！」などと女性区議への脅迫や誹謗中傷、住所を区職員専用チャットに公開投稿していたことが2023年8月に判明した。これを受けて、同月4日に長谷部区長、おだひろみ幹事長(立憲民主党)、はるた学渋谷区議会副議長(立憲民主党)、被害区議女性の4者話し合いとなった際に、長谷部区長は「副区長はそんな意図で書き込んだわけではないと思う」と副区長を擁護をした。被害を受けた女性区議は「区長と副区長は、民間企業で部下と上司の関係だったと聞いています。あまり厳しく注意できる関係にないのではないかと疑問が残ります」と批判した。なお、澤田は同月8日付で副区長を辞職した。

## 選挙結果

### 2015年
※当日有権者数：176,703人 最終投票率：41.37%（前回比：1.15pts）
| 候補者名 | 年齢 | 所属党派 | 新旧別 | 得票数   | 得票率 | 推薦・支持                                                    |
| -------- | ---- | -------- | ------ | -------- | ------ | ------------------------------------------------------------- |
| 長谷部健 | 43   | 無所属   | 新     | 25,326票 | 36.1%  |                                                               |
| 矢部一   | 64   | 無所属   | 新     | 22,812票 | 32.5%  | （推薦）民主党、維新の党、社民党、生活の党 （支持）日本共産党 |
| 村上英子 | 59   | 無所属   | 新     | 21,267票 | 30.3%  | （推薦）自由民主党、公明党                                    |
| 今城陸人 | 67   | 無所属   | 新     | 728票    | 1.0%   |                                                               |

### 2019年
※当日有権者数：184,602人 最終投票率：39,95%（前回比：-1.42pts）
| 候補者名   | 年齢 | 所属党派 | 新旧別 | 得票数   | 得票率 | 推薦・支持 |
| ---------- | ---- | -------- | ------ | -------- | ------ | ---------- |
| 長谷部健   | 47   | 無所属   | 現     | 55,601票 | 75.3%  |            |
| 大井かずお | 65   | 無所属   | 新     | 15,067票 | 24.6%  |            |

## 著書
- 『シブヤミライ手帖』2005年、木楽舎　※「ハセベケン」名義